# Каталітична грілка

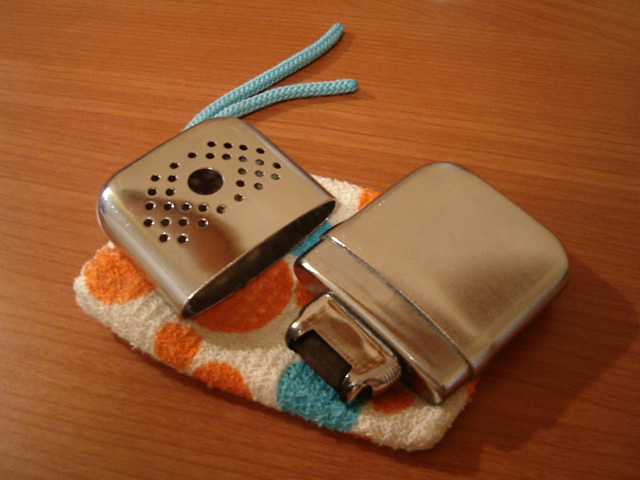
Грілка каталітична ГК-1. Зі знятою кришкою. Видно каталітичний патрон

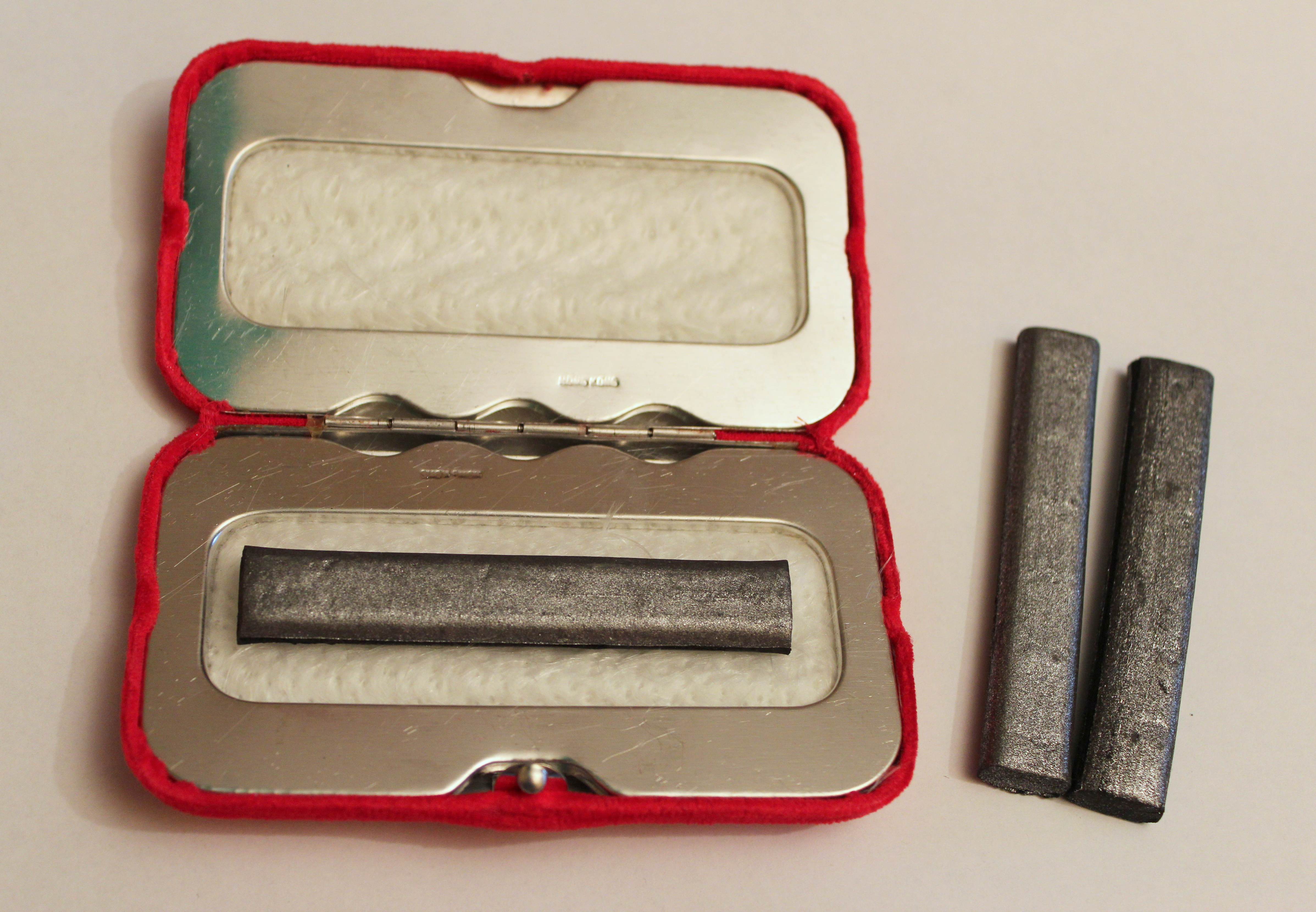
Вугільна каталітична грілка, з вугільними паличками

Каталітична грілка — хімічна грілка, призначена для індивідуального зігрівання людини. Більшість каталітичних грілок працюють за рахунок безполум'яного окислення парів бензину високого очищення, наприклад, Нефрас С2 80/120 або спирту 95—97 % у присутності каталізатора. Хоча часто в грілках використовують і звичайний бензин, проте це може пошкодити каталізатор та збільшує кількість шкідливих випарів. Крім рідко паливних, існують також вугільні моделі каталітичних грілок які працювали на шматочках вугілля викопного або деревного. Вугільні моделі популярні в Німеччині. Часто каталітичною грілкою помилково називають інфрачервоний обігрівач.

## Історія
Під час першої світової війни в окопах мерзли мільйони солдатів, і за чотири військові роки винахідники США, Японії та Англії запатентували кілька варіантів кишенькових рідинних грілок. Принцип їхньої дії був простий: каталітичне безполум'яне окиснення спирту чи бензину. Каталізатором завжди служила платина. Японська грілка виглядала як портсигар, усередині якого були резервуар, набитий ватою та платинова прокладка. У корпусі було просвердлено отвори для подачі повітря до каталізатора та відведення газоподібних продуктів горіння. Для запуску грілки до резервуару заливався спирт, який вбирався у вату. Потім каталізатор прогрівали полум'ям сірника, і починалася каталітична реакція. В даний час достатнього поширення набули грілки для індивідуального обігріву людини в пішохідному туризмі і зимових видах спорту і так далі.

## Склад та принцип роботи
Каталітична грілка складається з резервуару, заповненого ватою, насадки з сітчастим патроном, в якому поміщений каталізатор, і кришки з вентиляційними отворами. Принцип роботи грілки грунтується на виділенні тепла при безполум'яному окисленні парів бензина у присутності каталізатора. Пари бензина з резервуару проходять через каталітичний патрон, де окислюються киснем повітря (згорають без полум'я) на поверхні розігрітого каталізатора. Продукти окиснення виходять у вентиляційні отвори кришки. Одночасно через вентиляційні отвори кришки до поверхні каталізатор надходить повітря, що містить кисень. Каталітична сітка (каталізатор) має вигляд гніту і знаходиться всередині сталевого сітчастого патрона, що зроблений з платини — це найважливіша деталь грілки. Для запуску грілки сітку в каталітичному патроні прогрівають протягом 10-15 секунд, використовуючи полум'я, що не дає кіптяви (наприклад, запальнички). У кімнатних умовах грілка розігрівається до 60-70 ° С. Будьте готові до того, що на холоді температура грілки, що працює, буде сильно нижчою. Паливо для грілки — бензин вищого ступеня очищення. Добре підходить для цих цілей бензин для запальничок або деякі сорти нефрасів: C2-80/120 (Калоша) або С3-80/120. Використання інших видів палива може призвести до швидкого псування каталітичної сітки (явище називається «отруєння каталізатора»), що позначиться її ефективності. Підвищити ефективність каталізатора, що засмічений, часто можна шляхом прожарювання сітчастого патрона з каталізатором усередині на полум'ї або в муфельній печі. Використання індивідуальних каталітичних грілок у закритих приміщеннях може бути небезпечним для здоров'я, тому що продукти окиснення бензину токсичні! Каталітична грілка як правило комплектується мішечком або футляром, який служить для комфортнішого користування нагрівальним приладом, а також його зберігання. При обігріві рекомендується розміщувати грілку в безпосередній близькості до тіла або спального мішка. При переохолодженні хімічна реакція уповільнюється і обігрівач перестає виділяти необхідну кількість тепла.